# 方等経
方等経（ほうどうきょう）とは、大乗仏教の経典を総称していう語である。方等経典などともいう。

## 語義
方等（サンスクリット語：Vaipulya、音写：毘仏略）とは、平等の真理、つまり普遍平等なる真如の理を意味する。また方広（方廣）とも訳すが、これは広大な教義を意味する。つまり広く増し発展せしめられた教えをいう。『大般涅槃経』15には「何等（なんら）をか名付けて毘仏略と為す。所謂（いわゆる）大乗方等経典はその義広大にしてなお虚空の如し。是を毘仏略と名付く」と説明している。
大乗仏教では、小乗にはこのような方等の教説はないとし、原始的な仏典の分類法である九部経や十二部経を指していた。しかしこのことから次第に大乗経典を総称して「方等経」と呼ばれるようになった。またさらには、その方等経の中でも、特に優れた経典を「大方等」や「大方広」と呼んで区別する。たとえば『華厳経』の正式名称である『大方広仏華厳経』などはその一例である。

## 解釈
天台宗では、大乗経典群を指して方等経と呼ぶようになり、教相判釈と分け、『阿弥陀経』などの浄土三部経、『大日経』・『金剛頂経』・『金光明経』・『維摩経』・『勝鬘経』・『解深密経』などがこの方等部に相当すると判じた。また弾呵（たんか、だんか）の教えともいい、小乗の修行者を厳しく弾劾・呵責し叩く経典の部類を指す。釈迦の弟子で阿羅漢（声聞）とされる舎利弗たちが、在家である維摩詰にやり込められる模様を述べた『維摩経』などはその典型的な例である。